# Gamma Herculis
Gamma Herculis (γ Herculis, γ Her) è una stella della costellazione di Ercole di magnitudine 3,74, distante 193 anni luce dal sistema solare.

## Osservazione
Grazie alla sua posizione non fortemente boreale, può essere osservata dalla gran parte delle regioni della Terra, sebbene gli osservatori dell'emisfero nord siano più avvantaggiati. Nei pressi del circolo polare artico appare circumpolare, mentre resta sempre invisibile solo in prossimità dell'Antartide. Essendo di magnitudine 3,74, la si può osservare anche dai piccoli centri urbani senza difficoltà, sebbene un cielo non eccessivamente inquinato sia maggiormente indicato per la sua individuazione.

## Caratteristiche fisiche
La stella è una gigante bianca di tipo spettrale A9III, talvolta anche classificata come subgigante di classe F0. Possiede una massa 2,6 volte quella del Sole ed è 92 volte più luminosa della nostra stella. Ha un'età stimata di 500 milioni di anni, e avendo terminato l'idrogeno nel suo nucleo da trasformare in elio è in una fase di transizione verso lo stadio di gigante rossa. Tra meno di 8 milioni di anni inizierà al suo interno la fusione dell'elio in carbonio, e diverrà 3,5 volte più luminosa di quanto non lo sia attualmente. Successivamente, durante la fusione dell'elio, tornerà alla sua luminosità attuale. Infine, poco prima della sua fine, con un nucleo ormai inerte di carbonio, la sua luminosità aumenterà fino a 1000 volte quella del Sole.
La stella è indicata anche come sospetta variabile dall'AAVSO, per una variazione di 0,05 magnitudini, e per questo riceve la denominazione di variabile NSV 7778.